# Shakudo
Shakudo je japanska slitina bakra i zlata, najčešće od 2 - 8 % zlata te 92 - 98 % bakra. Predmeti od ove slitine u pravilu su patinirani u crnu boju, te su dodatno ukrašavani umetcima od srebra, zlata, mjedi, bronce i bakra.
Shakudo je korišten u izradi ukrasa za japanski mač - katanu.

## Vanjske poveznice
- Oguchi,H. Japanese shakudo
- Brief Notes on Shakudo
- Japanese Irogane alloys and patination